# Gelobd glimschoteltje
Gelobd glimschoteltje (Lecania spadicea) is een korstmossoort uit het geslacht glimschoteltje (Lecania). Het komt voor op steen en leeft in symbiose met een chlorococcoïde alg.

## Verspreiding
In Nederland is gelobd glimschoteltje zeer zeldzaam. Het staat op de Nederlandse Rode Lijst in de categorie 'bedreigd'.